# Isotenes miserana
 (janvier 2018).
Si vous disposez d'ouvrages ou d'articles de référence ou si vous connaissez des sites web de qualité traitant du thème abordé ici, merci de compléter l'article en donnant les références utiles à sa vérifiabilité et en les liant à la section « Notes et références ».
Espèce
Isotenes miserana  est un insecte  de l'ordre des lépidoptères de la famille des Tortricidae.
On le trouve notamment en Australie dans le Territoire du Nord, le Queensland, la Nouvelle-Galles du Sud et le Victoria.
Il a une envergure d'environ 2 cm.
Sa chenille est un nuisible vivant sur de nombreuses plantes agricoles: oranger, avocatier, mûrier, macadamia, litchi, vigne....

## Synonyme
- Teras absumptana